# Sidi Abdallah Ghiat (commune)
Pour les articles homonymes, voir Sidi Abdallah Ghiat.
Sidi Abdallah Ghiat, anciennement nommée Had-Abdellah-Rhiate, est une commune rurale de la province d'Al Haouz, dans la région de Marrakech-Safi, au Maroc. Elle a pour chef-lieu une ville portant le même nom.

## Historique
La commune de Sidi Abdallah Ghiat, créée en 1959 sous le nom de Had-Abdellah-Rhiate, fait partie des 801 premières communes formées lors du premier découpage communal qu'a connu le Maroc. Elle se trouvait dans la province de Marrakech, précisément dans le cercle des Aït Ourir.

## Démographie
La population urbaine de la commune rurale de Sidi Abdallah Ghiat est apparue quand l'une de ses localités rurales — son village homonyme — a été homologuée par le Haut-commissariat au plan, dans le cadre du recensement, comme « ville » en tant que centre urbain de commune rurale.
|      | Population totale | Ménages | Population urbaine (centre Sidi Abdallah Ghiat) | Population rurale | Étrangers |
| 1960 | 14 906            | -       | 0                                               | 14 906            | -         |
| 1971 | 18 454            | -       | 0                                               | 18 454            | -         |
| 1982 | 22 859            | 3 936   | 0                                               | 22 859            | 13        |
| 1994 | 16 298            | 2 413   | 0                                               | 16 298            | 0         |
| 2004 | 20 649            | 3 544   | 986                                             | 19 663            | 21        |
| 2014 | 29 498            | 6 157   | 1 701                                           | 27 797            | 56        |

|      | Ménages | Étrangers | Marocains | % de la population totale |
| 2004 | 184     | 0         | 986       | 4,8 %                     |
| 2014 | 368     | 1         | 1 700     | 5,8 %                     |

## Administration et politique
La commune rurale de Sidi Abdallah Ghiat est le chef-lieu du caïdat de Sidi Abdellah Ghiat, lui-même situé au sein du cercle d'Aït Ourir.
Sidi Abdallah Ghiat dispose d'un centre de santé communal situé dans son chef-lieu.